# سینمای مالت

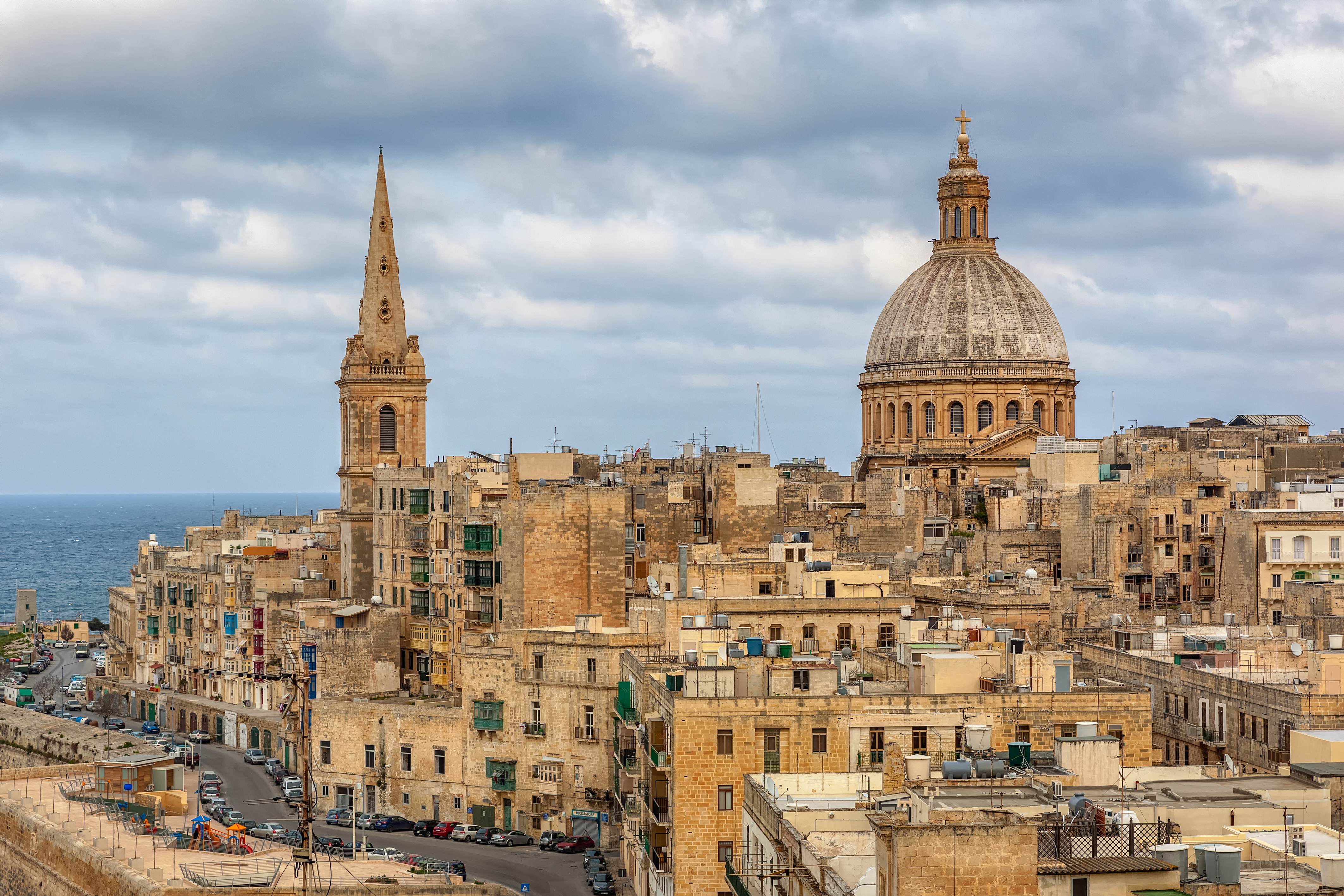
شهر والتا پایتخت مالت از مهم‌ترین مکان‌های فیلم‌برداری در صنعت سینما

سینمای مالت به تولید مشترک و فیلم‌ها و سریال‌های واقع شده در این سرزمین اشاره دارد. اگرچه زبان رسمی در مالت دو زبان مالتی و ایتالیایی است با این همه مستندهایی به زبان مالتی دربارهٔ جغرافیا و صنعت گردشگری در مالت ساخته شده‌اند. مالت از سال ۱۹۲۵ به عنوان مکانی برای فیلم‌سازی مورد توجه قرار گرفت.

## پیشینه
این جزیره تاکنون میزبان فیلم‌ها و نام‌های بزرگی بوده که هر یک به نوبه خود بر صنعت گردشگری این جزیره تأثیرگذار بوده‌اند. کنار دریا سومین فیلمی بود که برد پیت برای ساخت آن راهی مالت شد. او پیش از این برای تروآ و جنگ جهانی زد نیز در مالت جلوی دوربین رفته بود. گلادیاتور، کاپیتان فیلیپس و فصل اول بازی تاج و تخت در مالت ساخته شده‌اند.

## فیلم‌هایی که تمام یا بخشی از آن در مالت فیلم‌برداری شدند

تام هنکس، آدری تاتو و آلفرد مولینا در رمز داوینچی (۲۰۰۶)

- تام هنکس، آدری تاتو و آلفرد مولینا در رمز داوینچی (۲۰۰۶)قایق‌های جهنمی (۱۹۷۰)
- پالپ (۱۹۷۲)
- مأمور مکینتاش (۱۹۷۳)
- ارکا (۱۹۷۷)
- جاسوسی که دوستم داشت (۱۹۷۷)
- قطار سریع‌السیر نیمه‌شب (۱۹۷۸)
- پاپای (۱۹۸۰)
- بارانی (۱۹۸۳)
- دیگر هرگز نگو هرگز (۱۹۸۳)
- دزدان دریایی (۱۹۸۶)
- عقاب سیاه (۱۹۸۸)
- جزیره کاتروت (۱۹۹۵)
- عیسی (۱۹۹۹)
- گلادیاتور (۲۰۰۰)
- شیفته (۲۰۰۲)
- برد پیت در جنگ جهانی زد (۲۰۱۳)کنت مونت کریستو (۲۰۰۲)
- پینوکیو (۲۰۰۲)
- اسکندر (۲۰۰۴)
- تروآ (۲۰۰۴)
- مونیخ (۲۰۰۵)
- رمز داوینچی (۲۰۰۶)
- نوایا زملیا (۲۰۰۸)
- آگورا (۲۰۰۹)
- از آسمان عبور خواهم کرد (۲۰۱۰)
- بدل شیطان (۲۰۱۱)
- جنگ جهانی زد (۲۰۱۳)
- کاپیتان فیلیپس (۲۰۱۳)
- اساسینز کرید (۲۰۱۵)
- کنار دریا (۲۰۱۵)

برد پیت در جنگ جهانی زد (۲۰۱۳)

- ۱۳ ساعت: سربازان مخفی بنغازی (۲۰۱۶)
- برخاسته (۲۰۱۶)
- بخشش (۲۰۱۷)
- پاپیون (۲۰۱۷)
- قتل در قطار سریع‌السیر شرق (۲۰۱۷)
- انتبه (۲۰۱۸)
- پولس، حواری مسیح (۲۰۱۸)
- قاتلان هندوستان (۲۰۱۸)
- بهارات (۲۰۱۹)